# Roberto Farias
Roberto Farias (ur. 27 marca 1932 w Rio de Janeiro, zm. 14 maja 2018 tamże) – brazylijski reżyser, scenarzysta i producent filmowy. Wyreżyserował 15 filmów począwszy od debiutu w 1957. Jego film Naprzód, Brazylio! (1982) pokazano w konkursie na 33. MFF w Berlinie. Brat Fariasa, Reginaldo Faria („s” zostało odjęte od jego nazwiska z powodu błędu w rejestrze) jest także reżyserem i aktorem.

## Filmografia
- 1960: Zagrożone miasto
- 1962: Atak na płacący pociąg
- 1963: Tragiczne polowanie
- 1973: Wspaniały Fittipaldi
- 1971: Dla tych, którzy zostają, pa pa
- 1983: Pra Front, Brazylia